# مرصد أوروبي لتقنية المعلومات
يقوم المرصد الأوروبي لتقنية المعلومات (EITO) بتجميع المعلومات عالية الجودة والحديثة حول الأسواق الأوروبية والعالمية فيما يتعلق بتقنية المعلومات والاتصالات والإلكترونيات الاستهلاكية. ويخضع المرصد الأوروبي لتقنية المعلومات لإدارة شركة Bitkom Research GmbH، وهي شركة فرعية تابعة مملوكة ملكية تامة لمؤسسة BITKOM، وهي مؤسسة ألمانية لتقنية المعلومات والاتصالات والوسائط الجديدة. ويخضع المرصد الأوروبي لتقنية المعلومات لرعاية سيبت وKPMG وSimo وSystems وTelecom Italia. ويتم دعم أنشطة الأبحاث التي يقوم بها فريق عمل المرصد الأوروبي لتقنية المعلومات من خلال المفوضية الأوروبية ومنظمة التعاون والتنمية الاقتصادية (OECD).

## وصلات خارجية
- Online portal of EITO